# Myrmarachne militaris
Myrmarachne militaris är en spindelart som beskrevs av Kálmán Szombathy 1913. Myrmarachne militaris ingår i släktet Myrmarachne och familjen hoppspindlar. Inga underarter finns listade i Catalogue of Life.